# Pershall
Pershall – osada w Anglii, w hrabstwie Staffordshire, w dystrykcie Stafford, w civil parish Eccleshall. Leży 13 km od miasta Stafford. W 1870-72 osada liczyła 101 mieszkańców.